# Mieczysław Pluciński
Mieczysław Pluciński (ur. 8 października 1898 w Iłży, zm. 28 marca 1983 w Gdyni) – polski szkutnik, żeglarz, propagator żeglarstwa.

## Życiorys
Urodził się 8 października 1898 w Iłży, w rodzinie Władysława i Jadwigi z Wojcickich. Uczęszczał w Warszawie do szkoły średniej E. Konopczyńskiego, następnie do Szkoły Inżynierskiej im. Hipolita Wawelberga i Stanisława Rotwanda. Od 11 listopada 1918 do 23 grudnia 1920 służył ochotniczo w lotnictwie w Wojsku Polskim. Pracował przed wojną w Państwowych Zakładach Lotniczych w Warszawie.
Podczas II wojny światowej prowadził w stolicy konspiracyjny warsztat szkutniczy, gdzie budowano jachty do 9 m długości. Po wojnie przeniósł się do Gdyni i pracował jako konstruktor w Stoczni Rybackiej. Od 1951 był kierownikiem pracowni szkutniczej w Młodzieżowym Domu Kultury w Gdyni. W roku 1959 wraz ze Zbigniewem Milewskim stworzył jachtowe biuro „Szkutnik” w Gdyni (przy ul. Sienkiewicza), w ramach którego wysyłał młodym żeglarzom za darmo projekty jachtowe. Był współpracownikiem czasopisma Żagle, na którego łamach publikował projekty jachtów.
Był konstruktorem polskich jachtów morskich, łodzi żaglowych, kajaków i motorówek. Do jego najważniejszych konstrukcji należała łódź P-7, która zapoczątkowała rozwój żeglarstwa w Polsce w okresie międzywojennym. W swoim dorobku miał ponad osiemdziesiąt konstrukcji, m.in. P-7 BIS, Myszka i Myszka Super. Współtworzył jacht morski Ametyst, który, jako pierwszy zbudowany w Polsce po II wojnie światowej przepłynął Atlantyk (pod banderą USA) i zapoczątkował polski eksport jachtów. 
Był dwukrotnym laureatem Nagrody im. Leonida Teligi (1975, 1982).

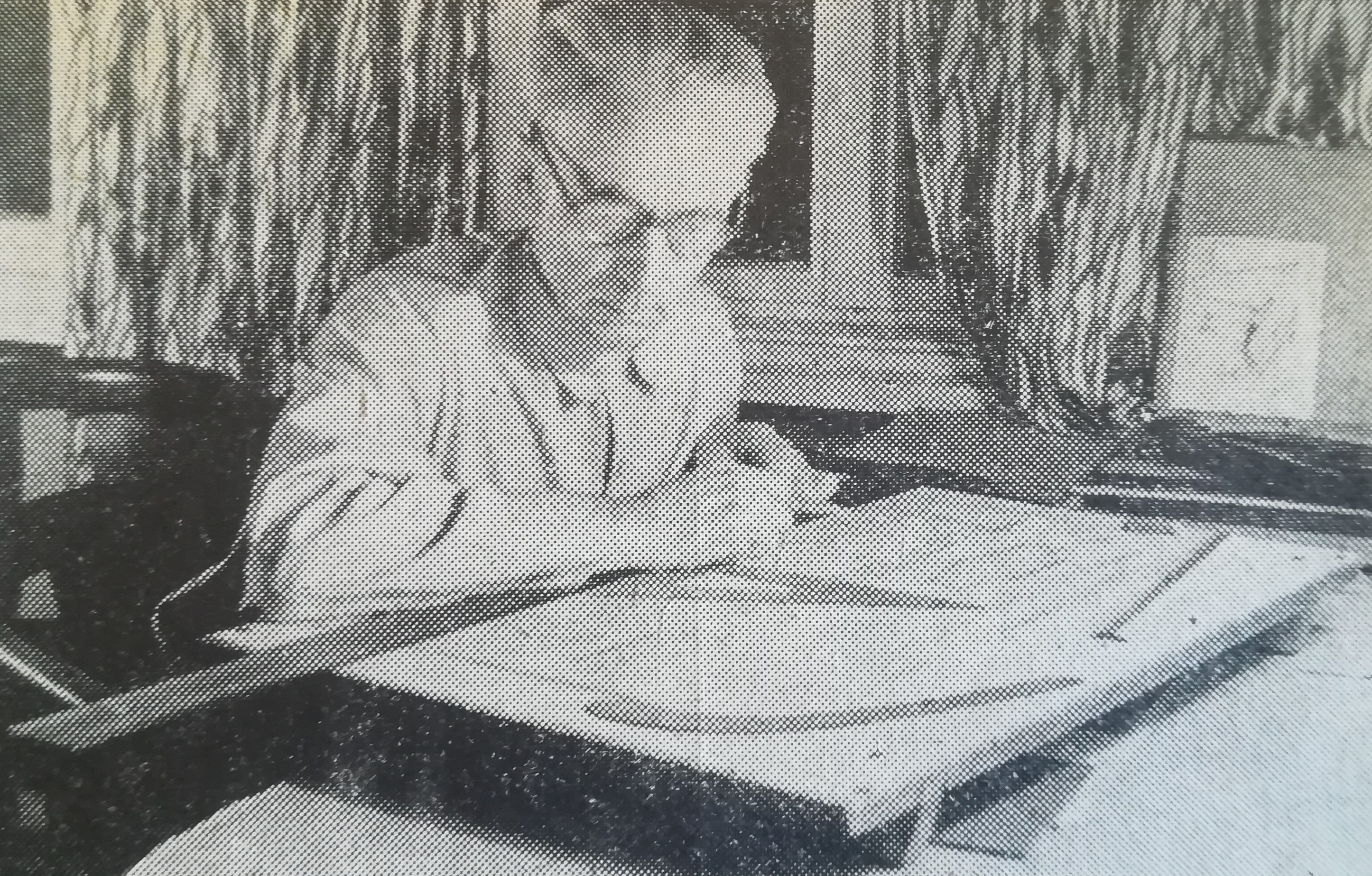
Mieczysław Pluciński przy desce kreślarskiej.

## Publikacje
- Budowa Kajaków wyścigowych P13 i P14, Główna Księgarnia Wojskowa, Warszawa 1935.
- 10 Kajaków Typu P, Główna Księgarnia Wojskowa, Warszawa 1936.
- Budowa kajaka żaglowego typu P7, Główna Księgarnia Wojskowa, 1938.
- Budujemy kajak P17, Wydawnictwo MON, Warszawa, 1956.

## Odznaczenia
- Medal Pamiątkowy za Wojnę 1918–1921[2]
- Medal Dziesięciolecia Odzyskanej Niepodległości[2]